# Cmentarz żydowski w Dobrej (powiat łobeski)
Cmentarz żydowski w Dobrej – kirkut powstał około 1848 lub 1860 roku, natomiast ostatni pogrzeb odbył się na nim w 1938 roku. Żadna inna gmina żydowska z tej nekropolii nie korzystała. Przed 1939 kirkut miał powierzchnię 0,9 ha, obecnie zaś obszar ten liczy 0,4 ha. Prawdopodobnie na tej nekropolii pochowano nie więcej niż 100 osób. Dziś obok dawnego kirkutu mieszczącego się przy Bürgerstraße (dziś ul. Mieszczańska) mieści się zbudowana w 1963 roku szkoła podstawowa, tzw. „Szkoła Tysiąclecia“. Kirkut został zdewastowany w czasie II wojny światowej, a ostatecznie zlikwidowano go w 1963 roku. Nie zachowały się na nim żadne macewy. Obecnie na tym terenie mieszczą się tereny zielone, które w latach 1996–1998 zostały oddzielone od ulicy płotem. Naprzeciwko terenu dawnego kirkutu znajduje się otoczony kwiatami ogród skalny (niem. Steingarten). Krążą plotki, że wśród leżących tam kamieni można odnaleźć również elementy żydowskich nagrobków. Nie jest to jednak oficjalnie potwierdzona informacja.